# آلیسونیا (ویرجینا)
آلیسونیا، ویرجینا (انگلیسی: Allisonia, Virginia) یک حوزه سرشماری است در شهرستان پلاسکی، ویرجینیا که در ایالات متحده آمریکا قرار دارد و در سرشماری سال ۲۰۱۰ ایالات متحده ۱۱۰ نفر جمعیت داشت.